# Denkmal für die Gefallenen des Deutsch-Französischen Krieges 1870/71 (Aurich)

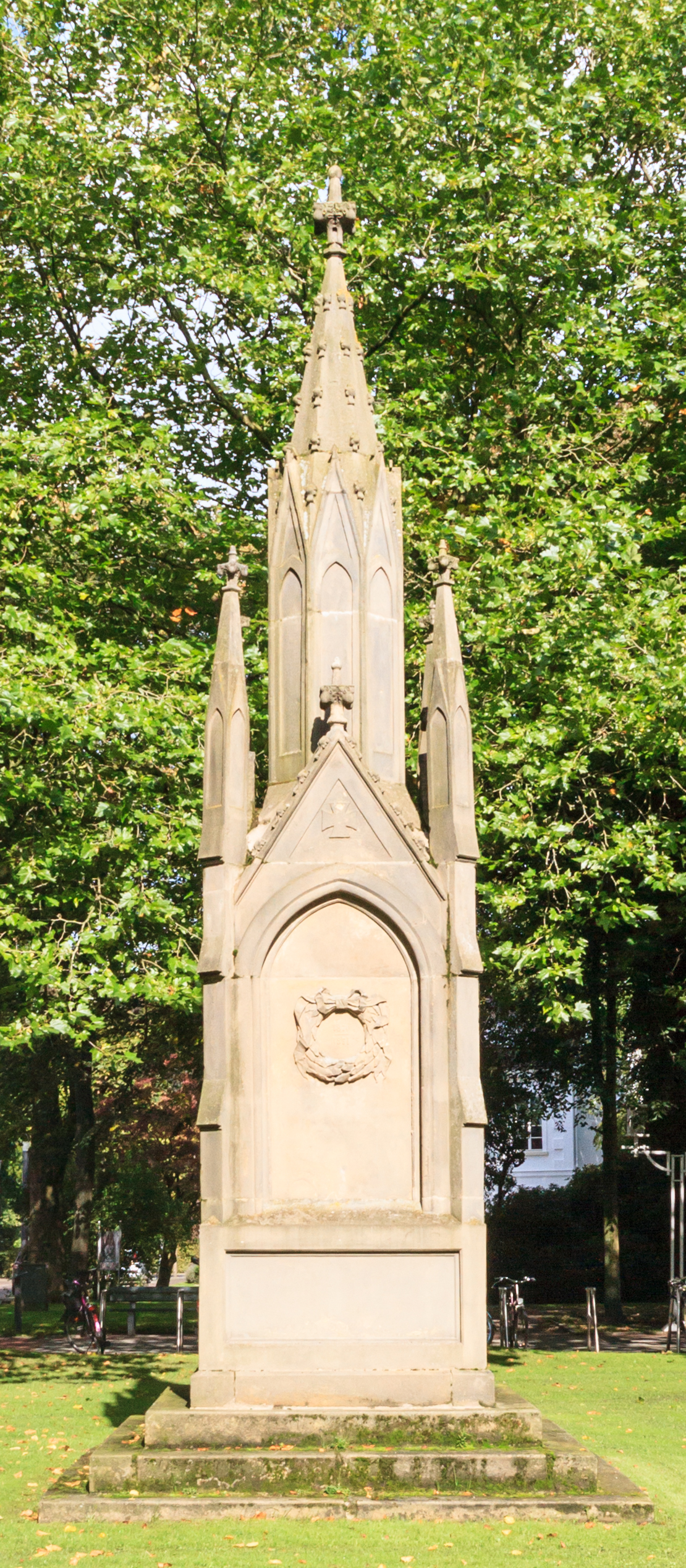
Das Denkmal für die Gefallenen des Deutsch-Französischen Krieges 1870/71 in Aurich.

Das Denkmal für die Gefallenen des Deutsch-Französischen Krieges 1870/71 ließ ein Denkmalkomitee unter der Leitung von Regierungsrat Carl Erxleben am 2. September 1877 in der ostfriesischen Kreisstadt Aurich (heute: Landkreis Aurich, Niedersachsen) aufstellen. Es ist laut Inschrift „Den Kriegern der Stadt Aurich, die für das Vaterland in den Tod gingen“ gewidmet.

## Baubeschreibung
Das Auricher Denkmal wurde aus Bentheimer Sandstein gefertigt. Es ist eine auf einem dreistufigen Sockel stehende neugotische Siegessäule und hat die Form eines Sakramentshäuschens. In jedem der vier unteren Giebel ist es mit einem Eisernen Kreuz versehen. Die Inschriften sind inzwischen teilweise schwer lesbar. Auf einer Seite befindet sich ein Lorbeerkranz und die Jahreszahl 1870–1871 sowie die Inschrift „Den Kriegern der Stadt Aurich, die für das Vaterland in den Tod gingen“. Auf einer weiteren Seite werden die Namen von 23 Gefallenen des Krieges aufgelistet.

## Geschichte
Das Denkmal für die Gefallenen des Deutsch-Französischen Krieges ist das älteste Kriegerdenkmal auf dem Gebiet der Stadt Aurich. Der Standort galt lange als umstritten. Die Nähe zum Schloss und der Kaserne gab schließlich den Ausschlag dafür, dass sich die Denkmalkommission für eine Aufstellung an der Ecke Burgstraße/Schloßplatz entschied. Der Wegebauinspektor Albrecht entwarf das Denkmal nach dem Vorbild des Kreuzbergdenkmals. Der Emder Bildhauer Müller fertigte es schließlich aus Bentheimer Sandstein. Insgesamt kostete das 1877 aufgestellte Denkmal 4000 Mark. Das entspricht nach heutiger Umrechnung etwa 40.000 Euro.